# コクリア・バリアンス
コクリア・バリアンス（Kocuria varians）、バシオニムとしてかつてはマイクロコッカス・バリアンス（Micrococcus varians）と呼ばれていた、は、放線菌門放線菌綱放線菌目マイクロコッカス科コクリア属の種の一つであり、グラム陽性の真正細菌である。この細菌は、牛乳、食肉、ヒトの皮膚、土壌、および砂浜の砂から分離されている。細胞は直径0.9〜1.5マイクロメートルで、複数の細胞が群体を形成して4ミリメートル直径の塊となることがある。また、黄色を呈する。眼感染症、脳膿瘍、および眼内炎を引き起こすことが知られている。